# يونغ (ساسكاتشوان)
يونغ (بالإنجليزية: Young, Saskatchewan)‏ هي بلدة و قرية تقع في كندا في ساسكاتشوان. يقدر عدد سكانها بـ 239 نسمة .

## أعلام
- ويس جورج